# Uvaria grandiflora
Uvaria grandiflora är en kirimojaväxtart som beskrevs av William Roxburgh och Jens Wilken Hornemann. Uvaria grandiflora ingår i släktet Uvaria och familjen kirimojaväxter. Utöver nominatformen finns också underarten U. g. flava.